# Rock or Bust (singel)
Rock or Bust – drugi singel AC/DC pochodzący z albumu o tym samym tytule, wydany przez Columbia Records w listopadzie 2014. Na płycie utwór jest 1. z kolei.

## Lista utworów

### Digital download
Data premiery: 24 listopada 2014.
1. Rock or Bust 3:04

### Winyl 7" (Rock or Bust / Play Ball, Columbia Records: 88875037267)[2]
Data premiery: 25 listopada 2014.
1. Rock or Bust 3:04
2. Play Ball 2:47

## Notowania

### Świat[4]
- Austria: 52
- Belgia: 18 (Flandria) / 19 (Walonia)
- Francja: 42
- Niemcy: 47
- Polska: 25
- Szwajcaria: 55

### Media polskie
- NRD - Eska Rock: 6[5]
- Lista Przebojów Trójki: 7[6]